# Șepel, Luțk
Șepel (în ucraineană Шепель) este localitatea de reședință a comunei Șepel din raionul Luțk, regiunea Volînia, Ucraina.

## Demografie
Componența lingvistică a localității Șepel
     Ucraineană (96,92%)
     Rusă (3,08%)
Conform recensământului din 2001, majoritatea populației localității Șepel era vorbitoare de ucraineană (96,92%), existând în minoritate și vorbitori de rusă (3,08%).